# 1988年3月18日日食
1988年3月18日日食是一次日全食，發生於1988年3月18日（西半球為3月17日）。新月當天（即朔日），地球上觀測到月球和太阳的角距離極小，此時月球如果恰好在月球交點附近，穿過太阳和地球之間，與地球、太阳接近一直線，則會出現日食。月球本影接觸地表而使該區域完全得不到陽光，就會形成日全食，同時在本影兩側數千公里的半影範圍內遮擋部分陽光，形成日偏食。此次日全食經過了印尼和菲律宾兩國的部分島嶼，日偏食則覆蓋了亚洲中東部、大洋洲西北部、北美洲西北部。

## 日食概況

### 出現區域
印度洋東部、斯里蘭卡東南約1200公里處的洋面在3月18日日出時最先看到日全食，隨後月球本影向東偏北穿過印尼蘇門答臘島、加里曼丹島和菲律宾棉兰老岛等島嶼，進入太平洋，此後再也沒有覆蓋任何陸地。在冲之鸟岛以東約400公里的洋面達到最大食分後，本影又劃過北太平洋很長的洋面，跨過國際日期變更線，在3月17日日落時分結束於美国阿拉斯加州亚历山大群岛西南約530公里的海域。陸地上看到的日全食均在3月18日。
本次月球本影經過的陸地全都是島嶼，依次包括：
- 印度尼西亞：西蘇門答臘省南巴蓋島中南部及其緊鄰小島，蘇門答臘島的明古魯省中部偏北、占碑省西南側、南蘇門答臘省中部偏北，邦加-勿里洞省的邦加島除南北兩端外的大部、勿里洞岛北部及其臨近小島，加里曼丹的西加里曼丹省中部偏南、中加里曼丹省北部、東加里曼丹省中部；
- 菲律賓：蘇丹庫達拉省南部和東部、薩蘭加尼省、南哥打巴托省、馬京達瑙省東部、哥打巴托省東南部、西達沃省絕大部分（其中薩蘭加尼（英语：Sarangani, Davao Occidental）群島僅北部沿海在全食帶內）、南達沃省除北部外的大部、北達沃省東南半部、康波斯特拉谷省除北部外的大部、東達沃省除西北角外的絕大部分、南阿古桑省東南角、南蘇里高省南端。[3][4]

除了狹窄的全食帶內能看見日全食之外，月球半影覆蓋範圍內都能看到日偏食，包括南亚除西北部外的絕大部分、东南亚、阿富汗東部、东亚除中國新疆伊犁哈萨克自治州西北邊境和蒙古人民共和国極西端外的絕大部分、澳大利亚西部和北部、美拉尼西亚島群西北部、密克羅尼西亞島群中西部、夏威夷群島除東南部外的大部、苏联東半部（包括今俄罗斯東半部和中亚東南部）、阿拉斯加、加拿大西部。其中大部分位於國際日期變更線以西，在3月18日看到日食，剩下的部分在3月17日看到日食。

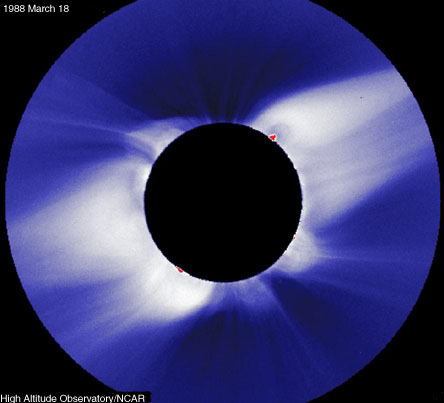
菲律宾境內拍攝的盔狀流，本次日全食發生於太陽極小期前後

### 基本參數
- 類型：日全食
- 食甚中心處（位於冲之鸟岛以東約400公里的西太平洋）資料：
  - 時間：1988年3月18日1:58:00.5
  - 地點：20°42.5′N 139°57.7′E / 20.7083°N 139.9617°E
  - 食分：1.0464（全食帶內最大）
  - 日全食持續時間：3分46.4秒

## 觀測
在菲律宾，許多科學家、遊客和記者前往全食帶觀測了日全食，三投斯將軍市等地的旅遊局也藉機推動當地旅遊業發展。而時任菲律宾总统、也是亚洲首位女總統柯拉蓉·艾奎諾也在該市第一次觀看了日全食。

## 相關的日食

### 1986-1989年的日食
月球交替位於相對的月球交點時，以半個交點年（食年），即約177天又4小時間隔出現下列日食。
| 升交點   | 升交點                  |          | 降交點                   | 降交點 |
| 沙羅週期 | 地圖                    | 沙羅週期 | 地圖                     |        |
| 119      | 1986年4月9日 偏食（南） | 124      | 1986年10月3日 全環食     |        |
| 129      | 1987年3月29日 全環食    | 134      | 1987年9月23日 環食       |        |
| 139      | 1988年3月18日 全食      | 144      | 1988年9月11日 環食       |        |
| 149      | 1989年3月7日 偏食（北） | 154      | 1989年8月31日 偏食（南） |        |

### 沙羅周期
沙羅周期長度為18年11天。本次日食屬於沙羅周期139，共包含71次日食，依次為1501年5月17日至1609年7月30日的7次日偏食、1627年8月11日至1825年12月9日的12次全環食（亦稱混合食）、1843年12月21日至2601年3月26日的43次日全食、2619年4月6日至2763年7月3日的9次日偏食，總共歷時1262.11年。其中最長的全食為本周期第39次日食，發生於2186年7月16日，共持續7分29秒，是公元前4000年至公元6000年間持續時間最長的日全食。
下表列舉了1901年至2200年間發生的屬於該周期的日食，是第24至39次：
| 24            | 25            | 26            |
| ------------- | ------------- | ------------- |
| 1916年2月3日  | 1934年2月14日 | 1952年2月25日 |
| 27            | 28            | 29            |
| 1970年3月7日  | 1988年3月18日 | 2006年3月29日 |
| 30            | 31            | 32            |
| 2024年4月8日  | 2042年4月20日 | 2060年4月30日 |
| 33            | 34            | 35            |
| 2078年5月11日 | 2096年5月22日 | 2114年6月3日  |
| 36            | 37            | 38            |
| 2132年6月13日 | 2150年6月25日 | 2168年7月5日  |
| 39            |               |               |
| 2186年7月16日 |               |               |

## 資料來源
1. ↑  樊忠玉. . 中国天文科普网.   [2016-02-23]. （原始内容存档于2014-09-17）.
2. 1 2  Fred Espenak. . NASA Eclipse Web Site.   [2016-02-23]. （原始内容存档于2020-10-24）.（英文）
3. ↑  Fred Espenak. . NASA Eclipse Web Site.   [2016-02-23]. （原始内容存档于2020-10-28）.（英文）
4. ↑  Xavier M. Jubier. .   [2016-02-23]. （原始内容存档于2019-06-09）.（法文）（英文）
5. ↑  Fred Espenak. . NASA Eclipse Web Site.   [2016-02-23]. （原始内容存档于2008-08-29）.（英文）
6. ↑  . GenSan News Online Mag.   [2016-02-23]. （原始内容存档于2016-03-10）.（英文）
7. ↑  Fred Espenak. . NASA Eclipse Web Site.（英文）
8. ↑  Fred Espenak. . NASA Eclipse Web Site （英语）.

## 外部連結
- NASA日食專頁（页面存档备份，存于）（英文）
- 可見區域圖和時間統計：由弗雷德·埃斯佩纳克做出的日食預報，NASA/GSFC
  - Google互動地圖呈現的日食範圍
  - 貝塞爾元素
- Google地圖顯示的日全食和日偏食範圍（页面存档备份，存于）（法文）（英文）

圖片：
- 1954-2008年歷次日全食的日冕（页面存档备份，存于），本次拍攝於菲律宾（法文）（英文）
- 菲律宾拍攝的日冕及其特徵分析（页面存档备份，存于）（英文）
- 菲律宾三投斯將軍市的日全食（页面存档备份，存于）（英文）
- 印尼邦加島的日全食（页面存档备份，存于）（英文）

| \| \| 日食 \|                             |                              |                                           |
| 上一次日食： 1987年9月23日日食 （日環食） | 1988年3月18日日食 （日全食） | 下一次日食： 1988年9月11日日食 （日環食） |
| 上一次日全食： 1985年11月12日日食         | 1988年3月18日日食 （日全食） | 下一次日全食： 1990年7月22日日食          |
|                                           | 日食                         |                                           |